# Dado Moroni
Dado Moroni, nato Edgardo (Genova, 20 ottobre 1962), è un pianista e compositore italiano.

## Biografia

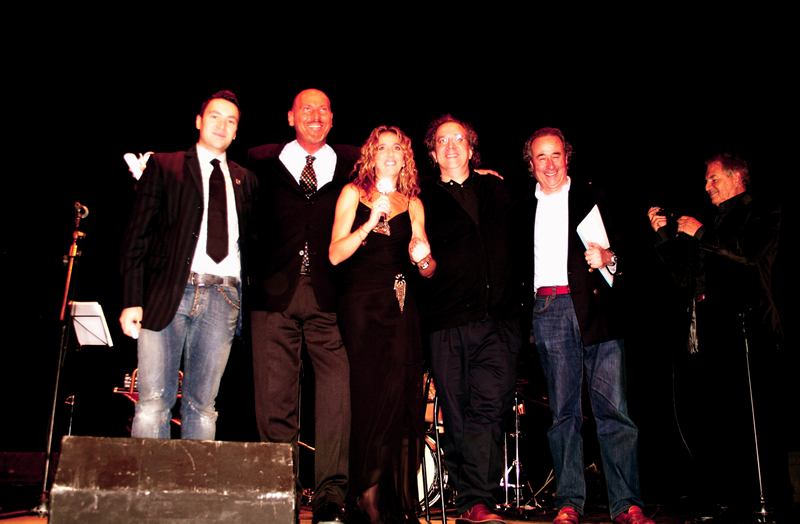
Dado Moroni a una premiazione del 2007 a Genova

Inizia a suonare il pianoforte all'età di 4 anni da autodidatta. Negli anni successivi suona come professionista in diverse parti d'Italia e, all'età di 17 anni, registra il suo primo album e inizia una collaborazione con Tullio de Piscopo e Franco Ambrosetti che dura tuttora.
Negli anni '80 Moroni si esibisce in Europa suonando in diversi festival e club, portando avanti una lunga collaborazione con il trio del bassista di Duke Ellington Jimmy Woode al Widden Bar di Zurigo. Visto il suo grande talento musicale, all'età di 25 anni viene invitato come unico musicista europeo a far parte della giuria del premio internazionale pianistico Thelonious Monk tenutosi a Washington nel 1987. Tra i membri della giuria vi sono i pianisti Hank Jones, Barry Harris e Roland Hanna.
Nel 1988 inizia una lunga tournée che lo porta a suonare per conto del Dipartimento di Stato Americano con il sestetto di Alvin Queen in sette paesi dell'Africa. Successivamente collabora con Clark Terry e George Roberts alla tournée mondiale organizzata dal governo svizzero per la celebrazione del settimo centenario della Confederazione Elvetica.
Moroni si trasferisce negli Stati Uniti nel 1991 ed entra a far parte della scena jazz di New York, assumendo ruoli sia di leader che di musicista di diverse band. Durante gli anni di permanenza nella Grande mela suona nei club più prestigiosi tra quali il Blue Note, il Birdland e il Village Vanguard, oltre a suonare in alcuni album.
Nel 1995, insieme al pianista Antonio Ballista e con il Patrocinio di "Ferrara Musica", avvia il progetto Two Pianos Cine Soul ottenendo un grande successo in numerosi teatri nazionali ed internazionali. Lo stesso anno partecipa ad un'incisione dell'etichetta discografica America Concorde e ad un'importante tournée in Giappone.
Lo stesso anno Dado Moroni vince il prestigioso premio Umbria Jazz Award.
In occasione dei suoi 35 anni di carriera suona con molti musicisti leggendari come Freddie Hubbard, Clark Terry, Zoot Sims, Harry "Sweets" Edison, Ray Brown, Ron Carter, Oscar Peterson, Ahmad Jamal, Hank Jones e Niels-Henning Ørsted Pedersen.
Nel 2007 vince il premio "Best Jazz Act" agli Italian Jazz Awards. Attualmente vive in Italia e continua ad esibirsi a livello internazionale. Nel 2010 pubblica il cd Shapes insieme al bassista Peter Washington e il batterista Enzo Zirilli.
Nel maggio 2012 si esibisce, nell'ambito della manifestazione jazzistica "New Conversation" di Vicenza, in un trio di pianoforti con i due pianisti americani Kenny Barron e Mulgrew Miller.
Dal 26 maggio 2013 parte dal Blue Note di Milano il tour "Dado Moroni incontra Mietta - Quando il Jazz fa Pop", che segna l'incontro artistico tra il pianista jazz e la cantante pop. Il repertorio selezionato attinge dalla world music, dal pop colto e dal jazz. Nel 2015 vince, assieme a Mietta, il FIM Award come "Miglior progetto jazz" dell'anno.
Gli altri progetti a proprio nome con cui, attualmente, si esibisce sono i seguenti: "Ornella Vanoni & Jazz All Stars", "Karima & Dado Moroni Jazz Trio", "Two for Stevie" con Max Ionata, "Dado Moroni Quartet" featuring Alvin Queen; "Tradition in Transition" featuring Jesse Davis; "Two Friends Two Piano" in duo Con Andrea Pozza; "Tributo a Nat King Cole" con Adrianne West, Rosario Bonaccorso, Alessio Menconi; "An Oscar for Peterson" con Giuseppe Mirabella e Aldo Zunino .
È docente di Pianoforte jazz presso il Conservatorio Antonio Vivaldi. Ad oggi ha suonato in oltre 50 album per importanti etichette discografiche quali Sony Concorde, Contemporary Telarc Mons, TCB Record e Enja.

## Discografia

### Album
- 1980 - Jazz Piano, con Tullio De Piscopo e Julius Farmer. Presenta Franco Cerri
- 1981 - Bluesology, con N.H.O. Pedersen - Tullio De Piscopo e Franco Ambrosetti
- 1991 - What's New?
- 1994 - The way I am
- 1995 - Insights, con Peter Washington & Jimmy Cobb
- 2002 - Super Star Triok, con Massimo Moriconi & Stefano Bagnoli
- 2003 - Defrà, con Paola Arnesano
- 2005 - Out of the Night
- 2006 - Live Conversations, con Enrico Pieranunzi
- 2007 - The Cube, con Tom Harrel
- 2007 - Humanity, con Tom Harrel
- 2009 - A Jazz Story Suite
- 2009 - Solo Dado
- 2010 - Shapes, con Peter Washington & Enzo Zirilli
- 2010 - La vita è bella, con Bob Mintzer, Riccardo Fioravanti & Joe La Barbera
- 2011 - Stepping on Stars, con Joe Locke & Rosario Giuliani
- 2011 - Live in Beverly Hills
- 2011 - Il pianoforte in Italia tra il jazz e il '900 eurocolto, con Alfonso Alberti
- 2012 - Full House, con Alex Riel & George Robert
- 2012 - Quiet Yesterday, con Tom Harrell & Bob Mintzer
- 2012 - Two Bass Hits, con Pierre Boussaguet & Ray Brown
- 2012 - Two for Duke, con Max Ionata
- 2013 - Sound, Sound, Sound
- 2013 - Time Will Tell, con Adrienne West
- 2014 - Youngbloods, con George Robert
- 2014 - Five for John, con Alvin Queen, Joe Locke, Marco Panascia & Max Ionata
- 2014 - Barber Shop, con Franco Cerri, Riccardo Fioravanti & Stefano Bagnoli
- 2014 - Quando m'innamoro... in duo, con Franco Ambrosetti
- 2014 - Two for Stevie , con Max Ionata

### Partecipazioni
- 2006 - Soul Mates di Veronica Vismara
- 2006 - Storyville Jazz Band di Storyville Jazz Band
- 2007 - E2 di Eros Ramazzotti
- 2010 - Nevertheless di Valerio Della Fonte
- 2010 - The Maestro(s) di Christelle Pereira
- 2011 - Tua di Simona Molinari
- 2012 - Pop in Jazz di Daniela Pedali